# Hołużne
Hołużne – wieś w Polsce położona w województwie lubelskim, w powiecie zamojskim, w gminie Grabowiec.
| SIMC    | Nazwa             | Rodzaj    |
| ------- | ----------------- | --------- |
| 0888570 | Białowody-Kolonia | część wsi |

W latach 1975–1998 miejscowość administracyjnie należała do województwa zamojskiego.
Wieś jest sołectwem w gminie Grabowiec. Według Narodowego Spisu Powszechnego z roku 2011 wieś liczyła 101 mieszkańców.
Wierni Kościoła rzymskokatolickiego należą do parafii św. Mikołaja w Grabowcu.

## Zabytki
Według rejestru zabytków NID na listę zabytków wpisany jest park dworski z poł. XIX w., nr rej.: A/449 z 8.08.1988.